# Dysodia immargo
Dysodia immargo är en fjärilsart som beskrevs av Dyar 1913. Dysodia immargo ingår i släktet Dysodia och familjen Thyrididae. Inga underarter finns listade i Catalogue of Life.